# أبو عروبة الحراني
الحسين بن محمد بن مودود بن حماد، أبو عَرُوبة الحَرَّاني (221 - 318 هـ)، أحد أئمَّة الحديث وهو ثقة حافظ، ويعد محدِّث حَرَّان ومفتيها. كان حافظًا للحديث، عارفًا برجاله. توفي سنة ثماني عشرة وثلاثمئة.

## روايته للحديث النبوي
- سمع مخلد بن مالك السلمسيني، ومحمد بن الحارث الرافقي، ومحمد بن وهب ابن أبي كريمة، وإسماعيل بن موسى الفزاري، وعبد الجبار بن العلاء، والمسيب بن واضح، وأحمد بن بكار بن أبي ميمونة، ومحمد بن سعيد بن حماد الأنصاري، وأبا يوسف محمد بن أحمد الصيدلاني، ومحمد بن زنبور المكي، وأيوب بن محمد الوزان، وعمرو بن عثمان الحمصي، وكثير بن عبيد، وأبا نعيم عبيد بن هشام الحلبي، ومعلل بن نفيل النهدي - صاحب زهير بن معاوية، ومحمد بن بشار، وعبد الوهاب بن الضحاك، ومحمد بن مصفى الحمصي، وخلقا سواهم بالجزيرة والشام والحجاز، والعراق.
- حدَّث عنه: أبو حاتم بن حبان، وأبو أحمد بن عدي، وأبو الحسين محمد بن المظفر، والقاضي أبو بكر الأبهري، وعمر بن علي القطان، وأبو أحمد الحاكم، وأبو مسلم عبد الرحمن بن محمد بن مهران، وأحمد بن محمد بن الجراح المصري- ابن النحاس، وأبو بكر بن المقرئ، وأبو الحسن علي بن الحسن بن علان الحراني، وأبو علي سعيد بن عثمان بن السكن، وأبو بكر أحمد بن محمد بن السني، وأبو الشيخ بن حيان، وأبو الحسن محمد بن الحسين الآبري، ومحمد بن جعفر البغدادي- غندر الوراق، وأبو الفتح محمد بن الحسين بن بريدة الأزدي، وخلق سواهم.[5]

## أقوال العلماء فيه
الجرح والتعديل:
- أبو أحمد الحاكم: أثبت من أدركنا من مشايخنا، وأكثرهم حفظأ.
- أبو أحمد بن عدي الجرجاني: عارف بالحديث والرجال.
- ابن عساكر الدمشقي: غال في التشيع.
- الذهبي: ثقة نبيل.
- جلال الدين السيوطي: حافظ إمام.
- عبد الحي بن العماد الحنبلي: الحافظ.

## من آثاره
المُنتقى من طبقات أبي عَرُوبة الحَرَّاني، تحقيق إبراهيم صالح، (سلسلة نوادر الرسائل)، دار البشائر بدمشق، 1994.